# Hipismo nos Jogos Olímpicos de Verão da Juventude de 2014
O hipismo nos Jogos Olímpicos de Verão da Juventude de 2014 realizou-se entre 19 e 24 de Agosto na Infraestrutura Equestre de Xinzhuang, criada no Centro Internacional de Exibições de Nanquim em Nanquim, China. Em disputa estão provas de saltos, existindo um concurso individual e outro colectivo.

## Qualificação
Cada Comité Olímpico Nacional (CON) pode participar com apenas um atleta. Os participantes qualificam-se na sua zona (são seis - Europa, América do Norte, América do Sul, Ásia, Australásia e África), havendo cinco de cada uma. Como anfitriões, a China teve automaticamente a hipótese de levar um cavaleiro. Até seis lugares poderiam ser decididos pela Comissão Tripartida mas nem todos foram usados, pelo que a quota de cada zona foi diminuída tendo em conta à qual pertencem os atletas convidados. Os restantes lugares foram decididos através de eventos de qualificação ou de acordo com os rankings do Desafio Mundial de Saltos (Categoria A) da FEI de 2013. Se uma zona não tiver atletas suficientes, as vagas são preenchidas por outros de outra zona.
Para poderem participar nas Olimpíadas da Juventude, os atletas têm que ter nascido entre 1 de Janeiro de 1996 e 31 de Dezembro de 1997. Além disso, todos os cavaleiros devem ter um Certificado de Capacidade, obtido entre 1 de Abril de 2013 e 31 de Maio de 2014 num evento registado.

## Participantes
Esta é uma lista dos atletas participantes nas provas de hipismo, e respectivas nações:
| Europa - SWE Filip Agren (Suécia) - GBR Jack Saywell (Grã-Bretanha) - NED Lisa Nooren (Holanda) - IRL Michael Duffy (República da Irlanda) - ITA Matias Alvaro (Itália) América do Norte - CAY Polly Serpell (Ilhas Caimão) - ECU Macarena Chiriboga (Equador) - DOM María Gabriela Brugal (República Dominicana) - CAY Polly Serpell (Ilhas Caimão) - ESA Sabrina Rivera (El Salvador) - GUA Stefanie Brand (Guatemala) América do Sul - CHI Antoine Porte (Chile) - BRA Bianca Rodrigues (Brasil) - URU Francisco Calvelo (Uruguai) - ARG Martina Campi (Argentina) - PAR Valeria Jiménez (Paraguai) | Ásia - KSA Hisham Alsuwayni (Arábia Saudita) - QAT Hamad Naser Al Qadi (Catar) - KGZ Igor Kozubaev (Quirguistão) - CHN Martina Campi (China) - IRI Yaofeng Li (Irã) Australásia - NZL Emily Fraser (Nova Zelândia) - AUS Jake Hunter (Austrália) - HKG Lennard Chiang (Hong Kong) - MAS Praveen Nair Mathavan (Malásia) - JPN Sayaka Fujiwara (Japão) África - RSA Alexa Stais (África do Sul) - MAR Lilia Maamar (Marrocos) - SEN Maeva Boyer (Senegal) - EGY Mohamed Hatab (Egito) - ZIM Sophie Teede (Zimbabwe) |

## Calendário
O calendário foi publicado pelo Comité Organizador dos Jogos Olímpicos da Juventude de Nanquim.
Todos os horários são pela hora padrão chinesa (UTC+8).
| Data         | Dia da semana | Hora de início | Evento                        |
| ------------ | ------------- | -------------- | ----------------------------- |
| 19 de Agosto | 3ª Feira      | 15:30          | Ronda 1 de Saltos por equipa  |
| 20 de Agosto | 4ª Feira      | 15:30          | Ronda 2 de Saltos por equipa  |
| 23 de Agosto | Sábado        | 15:30          | Ronda A de Saltos individuais |
| 24 de Agosto | Domingo       | 15:30          | Ronda B de Saltos individuais |

## Medalhistas
| Evento                      | Ouro | Prata | Bronze |
| --------------------------- | --- | --- | --- |
| Saltos individual detalhes  | Emily Fraser NZL Nova Zelândia                                                                                         | Martina Campi ARG Argentina | Jake Hunter AUS Austrália |
| Saltos por equipes detalhes | Europa ITA Matias Alvaro IRL Michael Duffy GBR Jake Saywell SWE Filip Agren NED Lisa Nooren IOC Equipes internacionais | América do Sul URU Francisco Calvelo CHI Antoine Porte PAR Valeria Jiménez ARG Martina Campi BRA Bianca Rodrigues IOC Equipes internacionais | América do Norte CAY Polly Serpell ECU Macarena Chiriboga ESA Sabrina Rivera GUA Stefanie Brand DOM María Gabriela Brugal IOC Equipes internacionais |

## Quadro de medalhas
| Ordem | País                       | Medalha de ouro | Medalha de prata | Medalha de bronze |   |
| ----- | -------------------------- | --------------- | ---------------- | ----------------- | - |
| –     | IOC Equipes internacionais | 1               | 1                | 1                 | 3 |
| 1     | NZL Nova Zelândia          | 1               |                  |                   | 1 |
| 2     | ARG Argentina              |                 | 1                |                   | 1 |
| 3     | AUS Austrália              |                 |                  | 1                 | 1 |
| TOTAL | TOTAL                      | 2               | 2                | 2                 | 6 |